# Symphonie no 30 de Joseph Haydn
Pour les articles homonymes, voir Symphonie no 30.
« Alleluia »

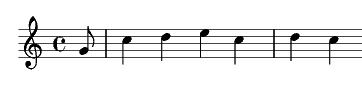
Symphonie no 30 de Joseph Haydn

La Symphonie no 30 en do majeur intitulée Alleluia Hob. I:30 est une symphonie du compositeur autrichien Joseph Haydn, composée en 1765.

## Analyse de l'œuvre
La symphonie comporte trois mouvements:
1. Allegro
2. Andante
3. Tempo di minuetto

Durée approximative : 13 minutes.

## Instrumentation
- Une flûte, deux hautbois, deux bassons, deux cors, cordes et continuo.